# Petrova Niva

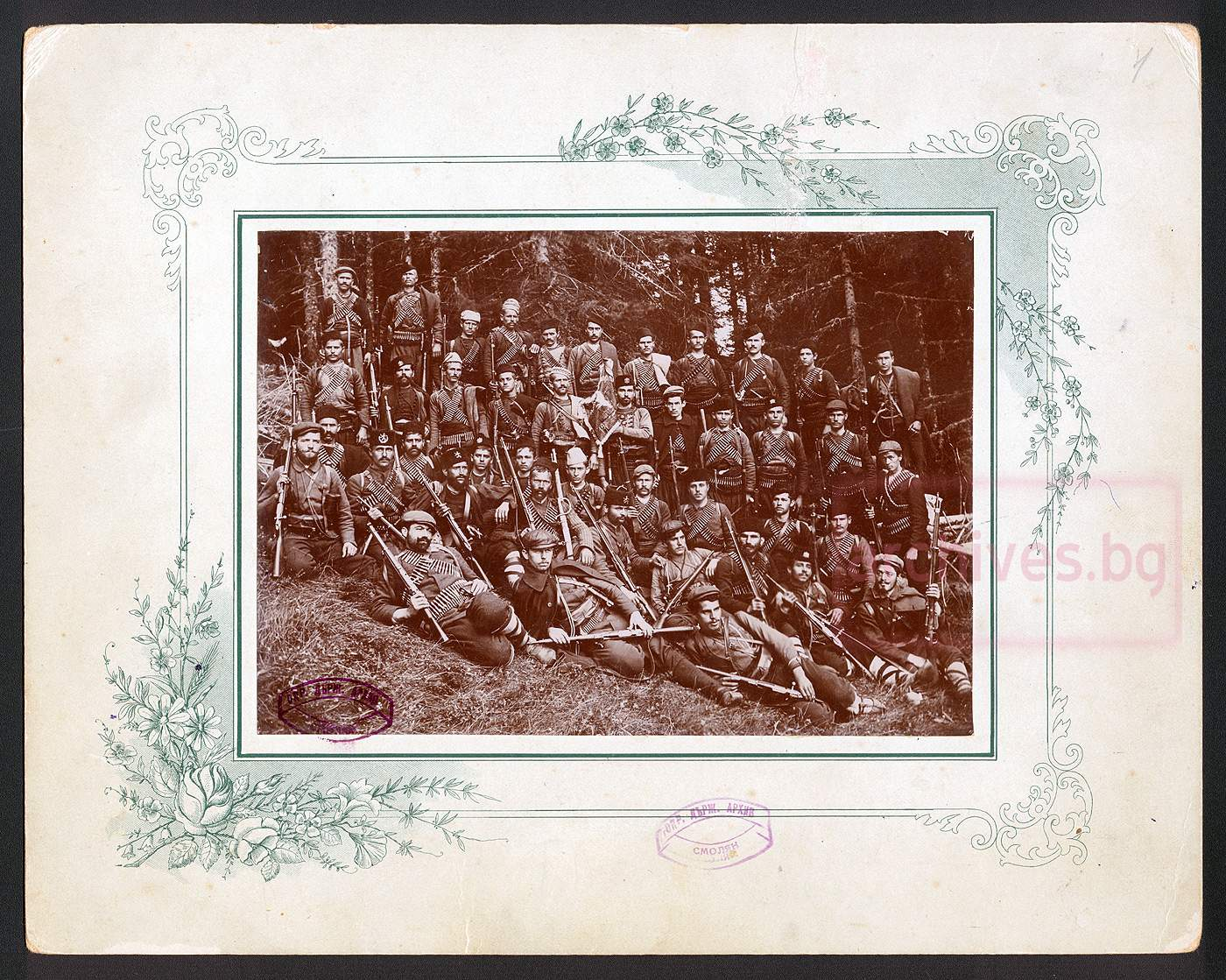
Foto del congreso de Petrova Niva

Petrova Niva es un área histórica en las montañas de Strandzha, en el sureste de Bulgaria, donde tuvo lugar un congreso de la Organización Interna Revolucionaria de Macedonia (OIRM) en julio de 1903. Durante este congreso, se anunció el brote de un levantamiento anti-otomano destinado a liberar el sur de Tracia del dominio otomano, y se proclamó la República de Strandzha.
El área se encuentra en el territorio del Parque Natural de Strandzha y es considerada un sitio turístico relevante en Bulgaria. Se construyó un monumento al evento y, en 2003, se erigió una iglesia dedicada a Santa Petka para conmemorar el centenario del congreso, junto con un museo.
Al congreso OIRM en Petrova Niva asistieron más de 300 personas, de las cuales 47 eran delegados oficiales. La mayoría de los delegados procedían de la región de Malko Tarnovo, aunque también estuvieron representadas las áreas de Edirne y Tracia Occidental . El congreso discutió principalmente la cuestión de si organizar un levantamiento, pero las discusiones cesaron porque la dirección de IMARO ya había instigado una revuelta en la región de Bitola . A pesar de la falta de armamento suficiente y la preparación variable de los comités locales, los delegados acordaron ayudar a los insurgentes en Macedonia . Las rebeliones en Macedonia y Tracia se conocen colectivamente como la Revuelta de Ilinden-Preobrazhenie .